# Smlouva
Smlouva (někdy též kontrakt, dohoda nebo konvence) je dvoustranné či vícestranné právní jednání spočívající ve vzájemných a obsahově shodných projevech vůle smluvních stran směřujících ke vzniku, změně či zániku práv a povinností, které právní předpisy s takovými projevy vůle spojují. Smlouvou tak mezi nimi vznikne závazek k určitému plnění. Smlouva je jeden ze základních pilířů soukromého práva, obzvláště práva civilního.

## České soukromé právo
Smlouvy lze považovat za základní institucionální pilíř v českém soukromém právu, ale vyskytují se i v právu veřejném. Týkají se soukromoprávních závazků a upravuje je obecně občanský zákoník (původní občanský zákoník č. 40/1964 Sb. byl od 1. ledna 2014 nahrazen novým občanským zákoníkem, tj. zákonem č. 89/2012 Sb.). Zákoník práce pak upravuje veškeré smlouvy týkající se závislé práce. Smlouvy do konce roku 2013 upravoval také obchodní zákoník, který odlišně upravoval některá ustanovení v oblasti obchodněprávních vztahů a který byl také v oblasti smluv nahrazen novým občanským zákoníkem. V terminologii občanského zákoníku pak obecně platí, že zatímco smlouvou se závazek zřizuje, dohodou se už existující závazek mění či ruší.
Smlouvou projevují strany vůli zřídit mezi sebou závazek a řídit se obsahem smlouvy. Smlouva je uzavřena, jakmile si strany ujednaly její obsah, přičemž v mezích právního řádu je stranám ponecháno na vůli svobodně si smlouvu ujednat a určit její obsah. Zvláštní pravidla ve prospěch slabší strany nicméně platí pro spotřebitelské a tzv. adhezní smlouvy. Strany se mohou prostřednictvím smlouvy o smlouvě budoucí dohodnout i na tom, že teprve v budoucnu mezi sebou uzavřou určitou smlouvu.

### Proces vzniku smlouvy
Právní úprava občanského zákoníku z roku 1964 zásadně vycházela z podoby po tzv. velké novele z roku 1991, kde byl do textu zákona zapracován model z Úmluvy OSN o smlouvách o mezinárodní koupi zboží. Dříve byla kontrakce vnímána z velké části jako kogentní a byla založena striktně na návaznosti dvou jednostranných jednáních v podobě nabídky a přijetí. Přijetí se muselo shodovat bez jakýchkoliv změn s nabídkou a obecně byly odmítány veřejné nabídky na uzavření smlouvy. Podle nového občanského zákoníku je smlouva uzavřena, jakmile si strany ujednaly její obsah, tedy v okamžiku, kdy o tomto obsahu dojde mezi smluvními stranami ke konsensu. Obecně platí, že smlouva je uzavřena okamžikem, kdy přijetí nabídky nabývá účinnosti. Neboť je nutné rozlišovat okamžiky, kdy účinnosti nabývá akceptace a kdy účinnosti nabývá celá smlouva. Zvláštními způsoby uzavření smlouvy jsou příklep v dražbě, přijetí nabídky ve veřejné soutěži a přijetí veřejné nabídky.

### Návrh na uzavření smlouvy
Uzavření smlouvy řídící se novým občanským zákoníkem zaznamenalo v úpravě pravidel oproti předchozímu „klasickému modelu“ kontraktačního procesu řadu změn. Pro platnost smlouvy platí podmínky, které obecně platí pro platnost právního jednání. K uzavření smlouvy dojde tehdy, kdy dostatečně určitý návrh (oferta) je druhou stranou včasně přijat (akceptace). Z návrhu na uzavření smlouvy (dále jen „nabídka“) musí být zřejmé, že ten, kdo jej činí, má úmysl uzavřít určitou smlouvu s osobou, vůči níž nabídku činí. Právní jednání směřující k uzavření smlouvy je nabídkou, pokud obsahuje podstatné náležitosti smlouvy tak, aby smlouva mohla být uzavřena jeho jednoduchým a nepodmíněným přijetím, a pokud z něho plyne vůle navrhovatele být smlouvou vázán, bude-li nabídka přijata.

### Podstatné náležitosti smlouvy
Podstatnými náležitostmi jsou takové obsahové prvky, které musí být dohodnuty, aby smlouva vznikla. Charakterizují daný smluvní typ, tj. náležitosti, které u jednotlivých smluvních typů upravených občanským zákoníkem vyplývají ze základního vymezení smluvního typu. Například podstatnými náležitostmi smlouvy o dílo je vymezení díla, které se zhotovitel zavazuje pro objednatele zhotovit, jakož i určení ceny, kterou se objednatel zavazuje za dílo zaplatit. Občanský zákoník umožňuje uzavření i jiných smluv, než těch, které jsou upraveny jako smluvní typ; v takovém případě je potřeba, aby nabídka vymezila to, co má být obsahem zamýšleného právního vztahu, aby i taková nabídka mohla být přijata.
Smlouva je uzavřena i v případě, kdy ve smlouvě nebyly ujednány náležitosti, jež měly být ujednány; i přesto se hledí na projev jejich vůle jako na uzavřenou smlouvu a zvláště lze-li s přihlédnutím k jejich následnému chování, rozumně předpokládat, že by smlouvu uzavřely i bez ujednání této náležitosti. Dala-li však některá ze stran již při uzavírání smlouvy najevo, že dosažení shody o určité náležitosti je předpokladem uzavření smlouvy, má se za to, že smlouva uzavřena nebyla; tehdy ujednání o ostatních náležitostech strany nezavazuje, ani byl-li o nich vyhotoven zápis.

### Nepodstatné náležitosti smlouvy
Významnou změnou oproti dřívější právní úpravě je, že smlouva je uzavřena i tehdy, pokud přijetí není zcela bezvýhradné, ale k nabídce je něco dodáno nebo je v ní provedena změna, avšak za předpokladu, že jde o změnu pouze nepodstatnou. Určení tohoto je vždy závislé na konkrétních okolnostech případu. Důvodová zpráva občanskému zákoníku udává k tomuto jako příklad situace, kdy navrhovatel požaduje určité množství zboží a příjemce je potvrzuje a doplňuje údaje o balení jednotkových kusů zboží, nebo případ kdy je vyjádřen souhlas s cenou a doplněno, že bude placeno v hotovosti. Je vždy na navrhovateli, aby určil, zda trvá na bezvýhradném přijetí nabídky a toto je v nabídce uvedeno tak, aby to nevzbuzovalo pochybnosti.

### Přijetí nabídky
Navrhovatel (oferent) nabídkou vymezuje obsah smlouvy a ta je uzavřena vyjádřením souhlasu s tímto obsahem osobou, jíž je nabídka určena (oblát), tj. přijetím nabídky. Jak nabídka, tak přijetí jsou adresovaným právním jednáním, proto nabídka nemůže být přijata někým jiným. Adresát ji přijme, projeví-li s ní včas navrhovateli souhlas (stane se akceptantem). Mlčení nebo nečinnost samy o sobě přijetím nejsou. Přijetím nabídky tedy dochází ke shodě o obsahu smlouvy, k vyjádření souhlasné vůle stran zřídit mezi sebou závazek, a tím ke vzniku (uzavření) smlouvy. Nabídka učiněná ústně musí být přijata bezodkladně, ledaže něco jiného plyne z jejího obsahu nebo z okolností, za nichž se stala. To platí i tehdy, byla-li přítomné osobě předložena nabídka učiněná v písemné formě.
Dospějí-li strany při jednání o smlouvě tak daleko, že se uzavření smlouvy jeví jako vysoce pravděpodobné, jedná nepoctivě ta strana, která přes důvodné očekávání druhé strany v uzavření smlouvy jednání o uzavření smlouvy ukončí, aniž pro to má spravedlivý důvod. Strana, která jedná nepoctivě, nahradí v rámci tzv. předsmluvní odpovědnosti druhé straně škodu, nanejvýš však v tom rozsahu, který odpovídá ztrátě z neuzavřené smlouvy v obdobných případech.

### Obchodní podmínky
Část obsahu smlouvy lze určit odkazem na obchodní podmínky, které navrhovatel připojí k nabídce nebo které jsou stranám známy. Odchylná ujednání ve smlouvě mají před zněním obchodních podmínek přednost. Odkáží-li strany v nabídce i v přijetí nabídky na obchodní podmínky, které si odporují, je smlouva přesto uzavřena s obsahem určeným v tom rozsahu, v jakém obchodní podmínky nejsou v rozporu; to platí i v případě, že to obchodní podmínky vylučují. Vyloučí-li to některá ze stran nejpozději bez zbytečného odkladu po výměně projevů vůle, smlouva uzavřena není.

### Smluvní typy
V důsledku historického vývoje se vytvořily typy smluv, které standardně a vyváženě upravují práva a povinnosti smluvních stran. Vzhledem k jejich typizovanému obsahu i označení se nazývají pojmenované smlouvy. Obsaženy jsou v občanském zákoníku a v dalších zvláštních zákonech (například v zákoníku práce). Přesto je díky smluvní svobodě možné uzavřít i smlouvu, která není v zákoně výslovně upravena a nepatří mezi standardní smluvní typy. Takováto smlouva se nazývá smlouva nepojmenovaná (inominátní, atypická) a nesmí odporovat obsahu či účelu zákona.
V praxi se lze nejčastěji setkat s těmito smluvními typy, které se v občanském zákoníku řadí do části čtvrté, relativních majetkových práv:
- Kupní smlouva – prodávající za dohodnutou kupní cenu odevzdá určitou věc kupujícímu.
- Směnná smlouva – obdoba kupní smlouvy, kde ale protihodnotou za získanou věc je jiná věc.
- Darovací smlouva – dárce něco bezplatně přenechá nebo slíbí přenechat obdarovanému.
- Smlouva o výpůjčce – vypůjčitel bezplatně přenechá půjčiteli určitou věc k dočasnému užívání.
- Smlouva o zápůjčce – zapůjčitel dočasně přenechá vydlužiteli zastupitelnou věc, zejména peníze.
- Nájemní smlouva – pronajímatel přenechá za nájemné na dohodnutou dobu nájemci do užívání určitou věc, např. byt.
- Pojistná smlouva – pojistitel za pravidelně odváděné pojistné poskytne v případě vzniku nahodilé události pojistníkovi dohodnuté finanční plnění.

Mezi další smluvní typy upravené občanským zákoníkem patří např. tyto:
- Smlouva o dílo – zhotovitel na svůj náklad a nebezpečí zhotoví, upraví, opraví nebo udržuje pro objednatele určitou věc.
- Pachtovní smlouva – propachtovatel přenechá pachtýři za pachtovné nebo část výnosu určitou věc, např. zemědělský pozemek, k dočasnému užívání.
- Licenční smlouva – nabyvatel získá od poskytovatele oprávnění k výkonu práva jeho duševního vlastnictví.
- Smlouva o úvěru – úvěrující poskytne úvěrovanému finanční prostředky do určité částky a ten mu je později vrátí i spolu s úrokem.
- Smlouva o účtu – dohoda o vedení bankovního účtu pro jeho majitele v určité měně.
- Smlouva o úschově – schovatel převezme od složitele movitou věc do úschovy.
- Příkazní smlouva – příkazník osobně obstará pro příkazníka nějakou záležitost.
- Zprostředkovatelská smlouva – zprostředkovatel za provizi zprostředkuje pro zájemce uzavření nějaké jiné smlouvy.
- Komisionářská smlouva – komisionář pro komitenta obstará nějakou záležitost, zejména prodá jeho věc.
- Smlouva o obchodním zastoupení – podnikatel jako obchodní zástupce uzavírá pro zastoupeného obchody..
- Zasílatelská smlouva – zasílatel dopraví zásilku příkazce na určené místo.
- Smlouva o přepravě – dopravce přepraví cestujícího nebo jeho věc na určené místo.
- Smlouva o zájezdu – pořadatel realizuje pro zákazníka cestovní zájezd.
- Smlouva o ubytování – ubytovatel poskytne objednateli přechodné ubytování.
- Smlouva o důchodu – plátce bude příjemci platit pravidelné peněžní dávky.
- Smlouva o výměnku – vlastník nemovitosti ji za budoucí zaopatření převede na jinou osobu.

Zákoník práce zvláště upravuje následující smluvní typy:
- Pracovní smlouva – upravuje pracovní poměr mezi zaměstnavatelem a zaměstnancem.
- Dohoda o pracovní činnosti mimo pracovní poměr.
- Dohoda o provedení práce mimo pracovní poměr.

## České veřejné právo
Veřejnoprávní smlouvy upravuje správní řád, který na občanský zákoník odkazuje jako na subsidiární právní pramen. Definuje je jako dvoustranné nebo vícestranné právní jednání, které zakládá, mění nebo ruší práva a povinnosti v oblasti veřejného práva. Veřejnoprávní smlouvu uzavírá v souladu s veřejným zájmem správní orgán, který musí mít při jejím uzavírání za cíl plnění úkolů veřejné správy.

## Mezinárodní právo
O chodu dějin rozhodují již od počátků civilizace nejen konflikty, ale také – a to především – jednání, dohody, smlouvy. Smlouva tvoří důležité milníky historie, první zmínky o ní, jsou již od starověkého Egypta a antiky přes středověk až po současnost. Smlouva stanovuje pravidla a normy politického a společenského rozvoje. V novodobých dějinách jsou smlouvy a dohody nejdůležitějším nástrojem rozvoje mezinárodních vztahů.
Mezinárodní smlouva společně s mezinárodním obyčejem je řazena mezi základní prameny mezinárodního práva veřejného. Jedná se o ujednání dvou nebo více subjektů mezinárodního práva (nejčastěji státy nebo mezinárodní organizace), které má z jednání těchto subjektů mezinárodně právní účinky a řídí se mezinárodním právem. V případě některých mezinárodních smluv jsou dovozeny jejich přímé vnitrostátní účinky, tzn. že některá jejich ustanovení dopadají přímo na subjekty vnitrostátního práva a zakládají jejich práva a povinnosti. O přímém účinku ale vždy rozhoduje dotčené národní právo, nikoliv normy mezinárodního práva veřejného.
Seznam mezinárodních smluv, k jejichž ratifikaci dal Parlament ČR souhlas a kterými je vázána Česká republika nalezneme mimo jiné na stránkách Ministerstva zahraničních věcí ČR.